# Felsőbágyon
Felsőbágyon (1891-ig Felső-Badin, szlovákul: Horný Badín) község Szlovákiában, a Besztercebányai kerületben, a Korponai járásban.

## Fekvése
Korponától 10 km-re délre fekszik.

## Története
1135-ben "villa Badin" néven említik először. A bozóki premontrei apátság birtoka, majd a Balassa és a Fáncsy családé. 1720-ban 14 adózó háztartása volt. 1828-ban 31 házában 185 lakos élt. Lakói főként mezőgazdasággal, szőlő- és gyümölcstermesztéssel, valamint méhészettel foglalkoztak. Különösen a méhészet fejlődött nagy mértékben és végül már az egész korponai vidéket ellátták mézzel.
Vályi András szerint "BAGYÁN. v. Bagyon. Tót falu Hont Vármegyében, birtokos Ura Zsemberg Uraság, lakosai katolikusok, fekszik Prentsfalvátol, mellynek filiája nem meszsze. Nevezetesíti e’ helyet Valaszki Pál Úrnak itten lett születése, a’ ki a’ Magyar Litteraturáról tett jeles munkájával magának szép hírt, és érdemet szerzett; termő földgye soványas: de fája mind a’ két féle elég, nem külömben legelője is, szőlő hegye nintsen, de e’ fogyatkozását helyre hozza Selmetzhez való szomszédsága, melly töle ugyan távolka fekszik; de vagyonnyait ottan jól eladhattyák, melly okból második Osztálybéli."
Fényes Elek szerint "Bagyon, tót falu, Honth vgyében, Selmecztől délre 2 mfd., 23 kath., 245 evang. lak. Földje kősziklás és sovány, de fenyves, bikkes, nyirjes erdeje szép. Evang. templom. F. u. Zsembery fam. – Itt született Valaszky Pál nevezetes tudós."
A trianoni békeszerződésig Hont vármegye Korponai járásához tartozott.

## Népessége
| Év:            | 1994. | 2004.   | 2014.   | 2024.   |
| -------------- | ----- | ------- | ------- | ------- |
| Emberek száma: | 194   | 191     | 182     | 172     |
| Eltérés:       |       | -1,54 % | -4,71 % | -5,49 % |

| Év:            | 2023. | 2024.   |
| -------------- | ----- | ------- |
| Emberek száma: | 174   | 172     |
| Eltérés:       |       | -1,14 % |

1910-ben 211, túlnyomórészt szlovák lakosa volt.
2001-ben 196 lakosából 195 szlovák volt.
2011-ben 176 lakosából 170 szlovák.

## Nevezetességei
- A falu közepén kisebb harangtorony található.
- Régi lakóházai a szlovák népi építészet remekei.

## Külső hivatkozások
- Községinfó
- Felsőbágyon Szlovákia térképén
- Regionhont.sk
- E-obce.sk